# Arkansas State Route 7
Arkansas State Highway 7 ist ein in Nord-Süd-Richtung verlaufender Highway im US-Bundesstaat Arkansas.
Der Highway beginnt in Diamond City am Bull Shoals Lake nahe der Grenze zu Missouri und endet, nachdem sie den ganzen Bundesstaat durchquert hat, nahe Lockhart an der Grenze zu Louisiana, wo sie zur Louisiana State Route 558 wird.
Bis auf den Abschnitt nördlich von Harrison gilt die State Route zum Arkansas State Scenic Byway.